# قيقب رمادي الأوراق
قيقب رمادي الأوراق (الاسم العلمي: Acer poliophyllum) هو نوع من النباتات يتبع جنس القيقب من الفصيلة الصابونية.